# Novi svjetski poredak
Novi svjetski poredak (eng. New World Order ili NWO) je teorija zavjere koja tvrdi da mala skupina međunarodnih elita kontrolira i manipulira vlade, industrije i medijske organizacije širom svijeta, s ciljem povećanja moći, utjecaja i bogatstva, a primarni alat kojim se koristi je središnji bankarski sustav. To je teorija koja je postala popularna nakon 1990. godine.
Teorija kaže, da je skupina urotnika financirala i u nekim slučajevima uzrokovala većinu glavnih ratova u posljednjih 200 godina. Prema teoretičarima zavjera, ova skupina je pomogla, možda i potaknula, da se dogode Prvi i Drugi svjetski rat, Vijetnamski rat, Napade 11. rujna 2001. i rat protiv terorizma.
Prema teoriji, ona također ima odlučujući utjecaj na svjetsko gospodarstvo i namjerno uzrokuje inflacije i krize. Prema ovoj teoriji, tajni agenti koji rade za Novi svjetski poredak nalaze se na visokim položajima u vladi i industriji. Također, imaju pod svojom kontrolom utjecajne medije, koji imaju zadaću promicati bezazlenu zabavu i držati ljude u neznanju. Agentima Novog svjetskog poretka, smatraju se međunarodni bankari, pogotovo vlasnici privatnih banaka uključenih u Federalne rezerve, u "Bank of England" i druge središnje banke, te članovi Vijeća za vanjske odnose, Trilateralne komisije i Bilderberg grupe. Teoretičari također smatraju da Novi svjetski poredak također ima pod kontrolom transnacionalne i globalne organizacije poput: Europske unije, Ujedinjenih naroda, Svjetske banke, Međunarodnog monetarnog fonda i predložene Sjevernoameričke monetarne unije.
U teoriji, ova skupina urotnika želi doći do jedne svjetske valute i jedne svjetske vlade. Neki teoretičari zavjere tvrde, da ljudima žele usaditi RFID čipove u sklopu kontrole, ili čak i umjetno smanjiti ljudsku populaciju.
U nekim teorijama također se navodi da su u Novi svjetski poredak uključena i druga tajna društva, kao što su: iluminati ili masoni.